# Гюнтер Гречель
Гюнтер Гречель (нім. Günter Gretschel; 26 жовтня 1914 — 9 листопада 1943, Атлантичний океан) — німецький офіцер-підводник, оберлейтенант-цур-зее крігсмаріне.

## Біографія
3 квітня 1936 року вступив на флот. В лютому-жовтні 1939 року — ад'ютант навчальної флотилії підводних човнів в Нойштадті. В березні-червні 1940 року — вахтовий офіцер на підводному човні U-6. З 31 липня 1940 по квітень 1941 року — 1-й вахтовий офіцер на U-93. З 17 квітня 1941 по грудень 1941 року — командир U-59, з 1 липня 1942 року — U-707, на якому здійснив 3 походи (разом 128 днів у морі). 9 листопада 1943 року U-707 був потоплений в Північній Атлантиці східніше Азорських островів (40°31′ пн. ш. 20°17′ зх. д.) глибинними бомбами британського бомбардувальника «Летюча фортеця». Всі 51 члени екіпажу загинули.
Всього за час бойових дій потопив 2 кораблі загальною водотоннажністю 11 811 тонн.
| Дата           | Назва корабля    | Тип               | Тоннаж | Вантаж                                                     | Екіпаж | Загинули | Країна             | Конвой |
| -------------- | ---------------- | ----------------- | ------ | ---------------------------------------------------------- | ------ | -------- | ------------------ | ------ |
| 24 лютого 1943 | Jonathan Sturges | Торговий пароплав | 7,176  | Баласт (1500 тонн піску)                                   | 75     | 51       | США                | ON-166 |
| 5 травня 1943  | North Britain    | Торговий пароплав | 4,635  | 993 тонни вогнетривкої цегли і вогнетривкої глини в мішках | 46     | 35       | Британська імперія | ONS-5  |

## Звання
- Кандидат в офіцери (3 квітня 1936)
- Морський кадет (10 вересня 1936)
- Фенріх-цур-зее (1 травня 1937)
- Оберфенріх-цур-зее (1 жовтня 1938)
- Лейтенант-цур-зее (1 січня 1939)
- Оберлейтенант-цур-зее (1 жовтня 1940)